# Marica Fantuz
Marica Fantuz, née le 8 juin 1979 à Motta di Livenza (Italie), est une femme politique italienne.

## Biographie
Marica Fantuz naît le 8 juin 1979 à Motta di Livenza.
Elle est élue maire de Meduna di Livenza en 2009, puis réélue en 2014,. En 2018, elle est élue députée lors des élections générales dans la circonscription Vénétie 1.

## Vie privée
Fantuz a un fils avec Massimo Bitonci, né le 21 mai 2020,.